# Бокал лимонада
«Бока́л лимона́да» (нидерл. Het glas limonade) — картина голландского художника Герарда Терборха (тер Борха), созданная около 1664 года (холст (переведена с дерева), размер 67,2 × 54 см). Входит в коллекцию живописи Государственного Эрмитажа (Санкт-Петербург), куда поступила в 1815 году в составе собрания императрицы Жозефины. Картина экспонируется в зале 249 Нового Эрмитажа. Реплика картины (часть исследователей считает её авторским повторением; по другой версии, это копия, выполненная не Терборхом) хранится в частном собрании Питера и Ольги Дресманн. «Бокал лимонада» — работа, характерная для позднего творчества Терборха, обратившегося от простонародных жанровых сцен к изображению частной жизни богатой буржуазии, интимных домашних сцен. Один из первых примеров раскрытия в голландском бытовом сюжете внутренней психологической связи между персонажами.

## Провенанс
Картина, первоначально находившаяся в собрании Н. К. Хасселара (Амстердам), в апреле 1742 года на аукционе была приобретена маршаном (торговцем-посредником) Жаком де Роре для коллекции Виллема Лормье (Гаага). В 1746 году продана маркизу д’Аржансону, а с 1754 года входила в собрание Л. Ж. Генья (Париж). 
В 1769 году картина была куплена герцогом Шуазёлем. В 1771 году её гравированное воспроизведение, выполненное А. Романе, появилось в издании репродукций произведений из коллекции Шуазёля (Recoueil Choiseul, № 61, 1771). Гравюра Романе представляет картину несколько бо́льшего формата. Слева изображены открытое окно, табурет и сидящая на нём собачка. В правой части — обезьянка, к её ноге прикована цепочка, завершающаяся чугунным шаром. Сверху — люстра, на первом плане написана собранная драпировка. В XXI веке на полотне в Эрмитаже можно видеть цепочку с шаром в правом нижнем углу картины и часть табурета слева. В ранних каталогах Эрмитажа указывается, что оригинальный формат картины был изменён (картина обрезана), однако это ошибочное утверждение. С. Гудлаугссон (нидерл. Sturla Jonasson Gudlaugsson) определил, что дополнения, отражённые в гравюре Романе, были исполнены не Терборхом. Так, шарик, к которому была прикована обезьянка, отбрасывает тень не в ту сторону, что остальные изображённые предметы. Судя по блику на нём, он написан так, как будто был освещён слева, из окна, однако у Терборха свет падает справа спереди. Известно также, что художник никогда не показывал на своих картинах источники света. Неавторские дополнения были убраны ещё до того, как картина попала в Эрмитаж (в 1772 и 1793 годах). Представление об оригинальном формате композиции можно составить, сравнив картину с её повторением (холст, масло, 68,4 × 56,2 см) с лондонского аукциона «Кристис» (3 июля 2012 года). По мнению С. Гудлаугссона, это высококачественная копия. А. Валлерт определяет её как авторскую реплику эрмитажной композиции. Как отмечает Валлерт, абрисы фигур на обеих картинах совпадают полностью, что является следствием обычного для мастерской Терборха использования для двух основ одного подготовительного рисунка с проколами по контурам.
В 1808 году на аукционе собрания Шуазёль-Праслен картина была приобретена для коллекции де Сервилля, в 1812 году — продана императрице Жозефине, хранилась во дворце Мальмезон, в 1815 году вместе с собранием картин императрицы поступила в Эрмитаж.
В 1930 году полотно Терборха предполагалось продать, наряду с другими произведениями из Эрмитажа, Галусту Гюльбенкяну — таким образом правительство Советского Союза благодарило его за способствование прорыву блокады при продаже нефти Баку. Однако вместо «Бокала лимонада» сотрудники музея выдали конторе «Антиквариат» картину Терборха «Урок музыки», указав в акте передачи автором не Терборха, а Питера де Хооха. По мнению М. Пиотровского, Гюльбенкян не получил «Бокал лимонада» либо потому, что работники Эрмитажа решили сохранить для музея самое ценное, либо потому, что картина могла быть «придержана» для другого покупателя — Эндрю Мэллона. Так или иначе, но одно из лучших произведений Терборха осталось в Советском Союзе.

## Описание
На картине представлена сцена приготовления лимонада. Молодая женщина и юноша сидят друг против друга. Кавалер осторожно выдавливает сок из лимона в бокал с белым вином, который держит девушка. Левой рукой он придерживает подставку бокала и при этом касается её мизинца. Их взгляды устремлены друг на друга (ср. у Б. Виппера: «мягкий, но настойчивый диалог взглядов и прикосновений»). За молодой парой стоит пожилая женщина, её правая рука лежит на плече девушки. 
Справа, в глубине комнаты, видна неубранная кровать под приоткрытым пологом. Эта деталь придаёт всей сцене чувственный характер. Достаточно аскетичная обстановка комнаты позволяет зрителю сконцентрировать всё своё внимание на фигурах персонажей. Они залиты светом и резко выделяются на фоне тёмной стены. Фактура тканей, как обычно у Терборха, передана с высочайшей степенью реализма и тщательной отделкой. Судя по покрою одежды изображённых, картина была написана между 1660 и 1665 годами. На молодой женщине светлая атласная юбка, шитая золотыми нитями, и золотисто-жёлтая короткая шубка (или полупальто, так называемое матине́), отороченная белым мехом, её голову охватывает чёрный кружевной чепчик или вуаль. На пожилой женщине белый чепчик и плюшевый лиловый жакет. По мнению Уилока, чёрная вуаль на молодой даме выглядит несколько странно. Однако, как считает искусствовед Эмилия Горденкер, эта деталь костюма характерна для холодного времени года. Так, на картине-аллегории Вацлава Холлара «Осень» можно видеть женщину именно в таком головном уборе.
Лица персонажей вылеплены с помощью тонкой светотеневой моделировки. Лицо старухи скрыто в тени, полутень от широкополой шляпы падает на лицо кавалера, ярко освещено нежное лицо молодой женщины. 
На маленьком столике стоят кувшин и тарелка с кружком лимона. Лимон (или апельсин) со спиралью срезанной кожуры является распространённым элементом нидерландского натюрморта: изображая его, художники демонстрировали своё мастерство в передаче контраста текстур различных предметов. Кроме того, как и все предметы на картинах «малых голландцев», лимон со срезанной частично кожурой имел символическое значение, ассоциируясь с предателем, который красив снаружи и кисл внутри. Внимание, с которым художник изобразил все детали, побуждает зрителя подолгу разглядывать картину, последовательно переходя от одного предмета к другому.
Российский искусствовед Ю. И. Кузнецов в своём обзоре эрмитажного собрания голландской живописи, описывая картину, отмечал:

В «Бокале лимонада» безошибочное мастерство рисовальщика сочетается со вкусом блестящего колориста, и, подобно тому как Терборх-рисовальщик избегает резких движений и линий, Терборх-живописец строит свой колорит на мягких, гармоничных сочетаниях серебристо-серых и палевых тонов. Красоту их впервые открыл художнику Франс Халс, но благородное созвучие серого, чёрного и белого Терборх подсмотрел в произведениях Веласкеса.

Терборху позировали его сводные сестра и брат — Гезина и Мозес, тоже художники. Как считают некоторые исследователи, старуха написана с Вискен Маттейс, матери Гезины и Мозеса, черты её лица напоминают рисунки Мозеса с изображением матери.
В 1974 году Министерством связи СССР была выпущена почтовая марка с репродукцией этой картины, номинал марки — 10 копеек (№ 4414 по каталогу ЦФА).

## Трактовки сюжета
Как пишет Е. Мещерина, картина оставляет чувство недосказанности, она полна скрытых смыслов и загадок. Изначально «Бокал лимонада» воспринимался как сцена из семейной жизни, Александр Бенуа называл её «анекдотом самым обыденным», где поклонник предлагает почувствовавшей себя плохо даме лимонад, а у П. П. Гнедича предполагается, что напиток подносит доктор — считалось, что кислый лимон снимает жар во время болезни. Однако впоследствии исследователи пришли к выводу, что это популярный в голландской живописи первой половины XVII века сюжет сводничества или продажной любви (нидерл. bordelloscène). Тип композиции, где представлены молодая пара и пожилая женщина, был введён в нидерландскую живопись Дирком ван Бабюреном в 1620-е годы. Исследователь А. Вилок отмечает, что произведение Терборха на эту тему имеет характер, отличающий его от подобных картин других голландских художников. Тактичность, «галантность в проявлении чувств» молодой пары восходит скорее к другому, не менее распространённому мотиву — «любовной болезни». Ю. Кузнецов указывает, что именно деликатность, с которой художник изобразил сцену, ввела в своё время в заблуждение искусствоведов, но ситуация более сложна, чем представляется на первый взгляд. Жест старухи истолковывается как предложение оценить прелести молодой женщины, а вся двойственность ситуации раскрывает неопытность кавалера и, наоборот, «известный опыт» у его дамы-визави.
В одной из книг XVII века по садоводству перечисляются полезные свойства цитрусовых — апельсинов и лимонов. «Множество людей по опыту знает», что эти фрукты помогают от простуды, воспаления живота, мышечных болей, разогревают «холодный желудок». Лимону же сверх того приписывалась способность облегчать любовный недуг как у мужчин, так и у женщин. Полуочищенные плоды и дольки лимона были одним из атрибутов в сюжете «любовная болезнь» (или «любовная тоска») (нидерл. liefdesverdriet), где молодая женщина принимает доктора в своей спальне, третье действующее лицо — пожилая служанка. 
На картине Яна Стена из Старой пинакотеки (ок. 1660) сцена дополнена фигурой любовника, входящего в приоткрытую дверь. Особенность композиции «Бокала лимонада» в том, что изображение влюблённой пары объединено с традиционным мотивом «любовной болезни». Старуха поддерживает даму, на слабость последней может указывать также то, что она вынуждена опереть правую руку на левую. Тем не менее, избавления от своего недуга героиня ожидает не от лечебного напитка, а от возлюбленного.
Авторы издания «Сокровища Эрмитажа» (1968) полагают, что художник не ставил перед собой задачу глубокого проникновения во внутреннюю жизнь персонажей, тогда как большинство других исследователей отмечает, что Терборх в бытовой сюжет впервые (Кузнецов) вводит психологический элемент (ср. у Е. Мещериной: «художник больше занят раскрытием психологии взаимоотношения людей, передачей атмосферы, пронизанной тонкими эмоциональными флюидами»). Как считал Б. Виппер, сюжетное начало у Терборха приглушено, и именно поэтому отношения между персонажами выходят на первый план.

## Реплика из коллекции Дресманнов
Реплика картины из коллекции Дресманнов в своё время входила в собрание живописи Джона Мейтленда, продана на аукционе «Кристис» в Лондоне 30 июля 1831 года (№ 99). Следующим владельцем картины стал сэр Джон Роджерс. 30 апреля 1847 года она снова была продана на «Кристис» (№ 182), на этот раз — Самуэлю Вудбёрну. 24 июня 1854 года продана маркизу дю Ло («Кристис», Лондон, № 51). 3 июня 1871 года приобретена на «Кристис» (Лондон, № 51) Хью Манро оф Новаром (продана на «Кристис», Лондон, 1 июня 1878 года, № 55). Впоследствии входила в собрание сэра Джозефа Робинсона и была наследована (в числе других картин) княгиней Лабиа, его дочерью. Княгиня, в свою очередь, продала картину 7 декабря 1988 года (аукцион «Кристис», № 100). В дальнейшем полотно принадлежало арт-дилерам Thomas Agnew & Sons (Лондон) и Роберту Нортману (Маастрихт). Именно у Нортмана картина 1 октября 2004 года была приобретена супругами Дресманн (инвентарный номер B20). Копия экспонировалась в Лондоне (дважды, в 1894 и 1958 годах) и Цюрихе (1962). 
Документально невозможно установить, кто написал второй вариант «Бокала лимонада». Искусствоведы, основываясь на анализе стилистических особенностей обеих картин, приходят к различным выводам: одни приписывают авторство самому художнику, другие считают, что реплика исполнена кем-то из его учеников. Возможно, высочайшее качество реплики объясняется особенностями рынка произведений искусства. Терборх реализовал свои работы через амстердамских торговцев, которые имели обыкновение заказывать копии картин, заинтересовавших важных покупателей. Так и «Бокал лимонада» мог быть повторен мастером уровня 
Михиля ван Мюссера или Эглона ван дер Нера.

## Комментарии
1. ↑  Кроме «Бокала лимонада», в эту партию входили две картины Рембрандта («Паллада» и «Титус»), одна Ватто («Музыкант», также называемый «Мецетеном»), а также скульптура Гудона «Диана».
2. ↑  В настоящее время входит в коллекцию живописи Музея искусств Толидо.
3. ↑  Для нидерландской моды того времени характерна игра на контрастах светлого и тёмного.